# Cerro Peonía (Anzoátegui)
El Cerro Peonía es una formación de montaña ubicada en una exclusiva región natural al oeste del Cerro Tristeza, en el extremo norte del estado Anzoátegui, Venezuela. A una altura promedio de 1.742 m s. n. m. el Cerro Peonía es una de las montañas más altas en Anzoátegui.

## Ubicación
El Cerro Peonía es parte de un gran macizo montañoso de la Fila El Jardín, conformado por los cerros Dura Poco y La Fila al norte y los cerros El Baúl y La Laguna hacia el oeste. Los cerros La Pizarra y Santa Cruz se extienden más hacia el noroeste. La Fila es la extensión rocosa y menos boscosa de la Zona Protectora Macizo Montañoso del Turimiquire, parte del sistema montañoso nororiental de la cordillera de la Costa venezolana. Sobre Poenía se asientan los caseríos «Guamal» y «Cedral».  El acceso es muy rústico y se obtiene por cualquiera de varios caseríos que rodean las montañas al norte de El Samán, Anzoátegui.